# Dinkelbier
Dinkelbier ist wie Weizenbier eine obergärige Biersorte. Der Dinkel gilt als Vorläufer des modernen Weizens und wird in der Brautechnik ähnlich behandelt. Dinkelbier schmeckt ähnlich wie Weizenbier.

## Hersteller
Neben der niederbayrischen Brauerei Apostelbräu in Hauzenberg produzieren auch die Brauereien Neumarkter Lammsbräu in der Oberpfalz, die Distelhäuser Brauerei aus Tauberfranken, die Brauerei Alsfeld,  das Riedenburger Brauhaus und Walter Bräu aus Büderich Dinkelbier.
Die österreichische Brauerei im Heustadel aus der Steiermark produziert ebenfalls Dinkelbier. In der Schweiz wird ein Dinkelbier von der Brauerei Rosengarten hergestellt.
Die Dinkelacker-Schwaben Bräu GmbH in Stuttgart führt zwar „Dinkel“ im Namen, braut jedoch aus dieser Getreidesorte kein Bier.